# Katrina Lewis
Katrina Lewis (nacida el 17 de junio de 1988) es una nadadora paralímpica australiana. Nació en Canberra con parálisis cerebral leve debido a que su nacimiento se produjo diez semanas antes de tiempo. Empezó a nadar por sugerencia de un vecino. Asistió al Colegio St Mary MacKillop, Canberra, graduándose en 2006.
Su filosofía es: «Puedes ser clasificado como discapacitado pero nunca tomes el 'dis' de discapacitado, toma el 'capaz' y llegarás a donde quieres estar».

## Carrera deportiva
En los Campeonatos Mundiales de Natación del IPC de 2002 en Mar del Plata, Argentina, ganó una medalla de plata y otra de bronce. Compitió en cinco pruebas y ganó una medalla de bronce en los Juegos Paralímpicos de Atenas 2004 en la prueba de 34 puntos de estilo libre de 4 × 100 m. Ganó una medalla de bronce en los Juegos Paralímpicos de Pekín 2008 en la prueba de 50 m de estilo libre de S10. Tenía una beca de natación paralímpica del Instituto Australiano de Deportes.
En los Juegos de la Mancomunidad de 2006 en Melbourne, terminó en quinto lugar en las pruebas femeninas de 50 m de estilo libre y 100 m de estilo libre.

## Reconocimientos
- Premio Dawn Fraser Júnior Femenino para 2001 y 2004.[3]
- Premio Margaret Whitfield 2001.[3]
- Clubes ACT Sport Star Award para 2002, 2003 y 2005.[3]